# Angelhofer Altrhein

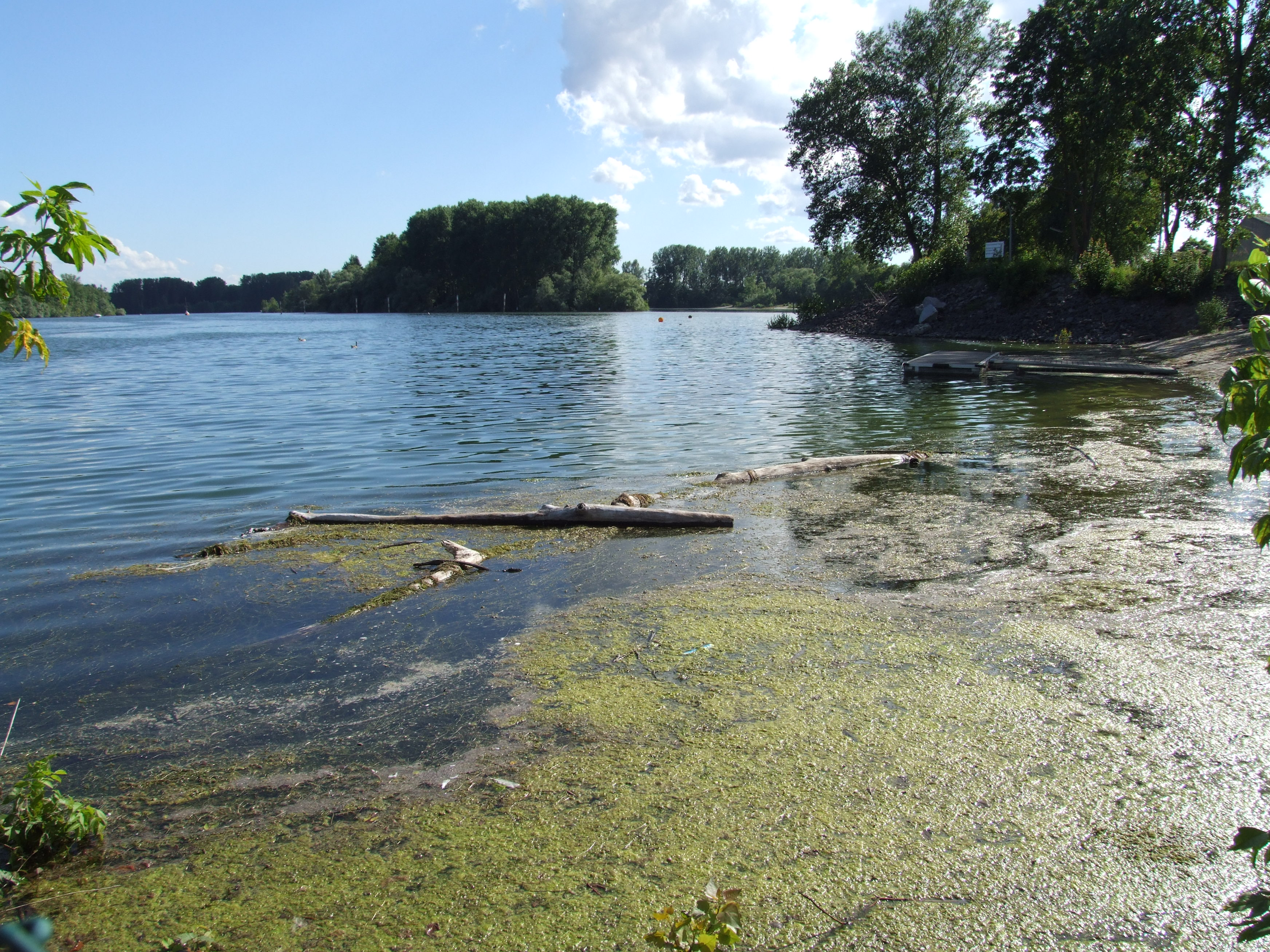
Angelhofer Altrhein – mittlerer Bereich

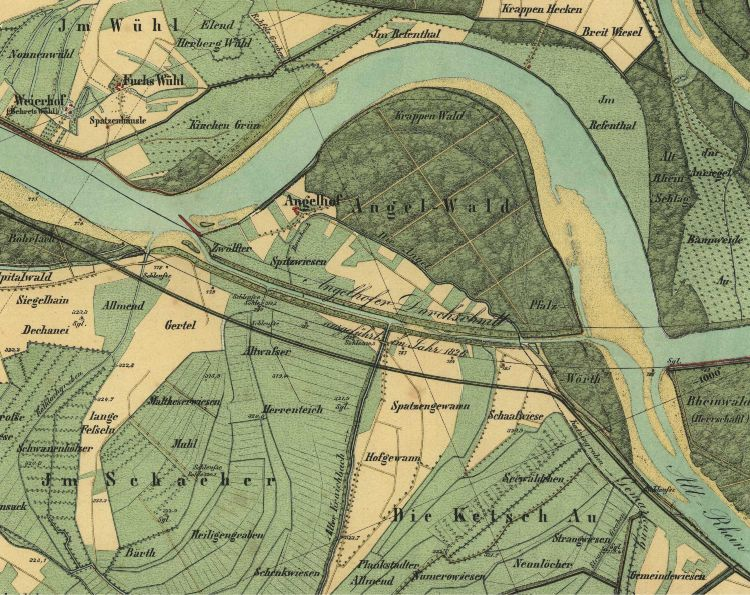
Karte des Angelwaldes und des Angelhofer Altrheins von 1856/58 mit dem Leitgraben im Angelhofer Durchschnitt. Westen ist etwa oben, der Rhein fließt nach rechts.

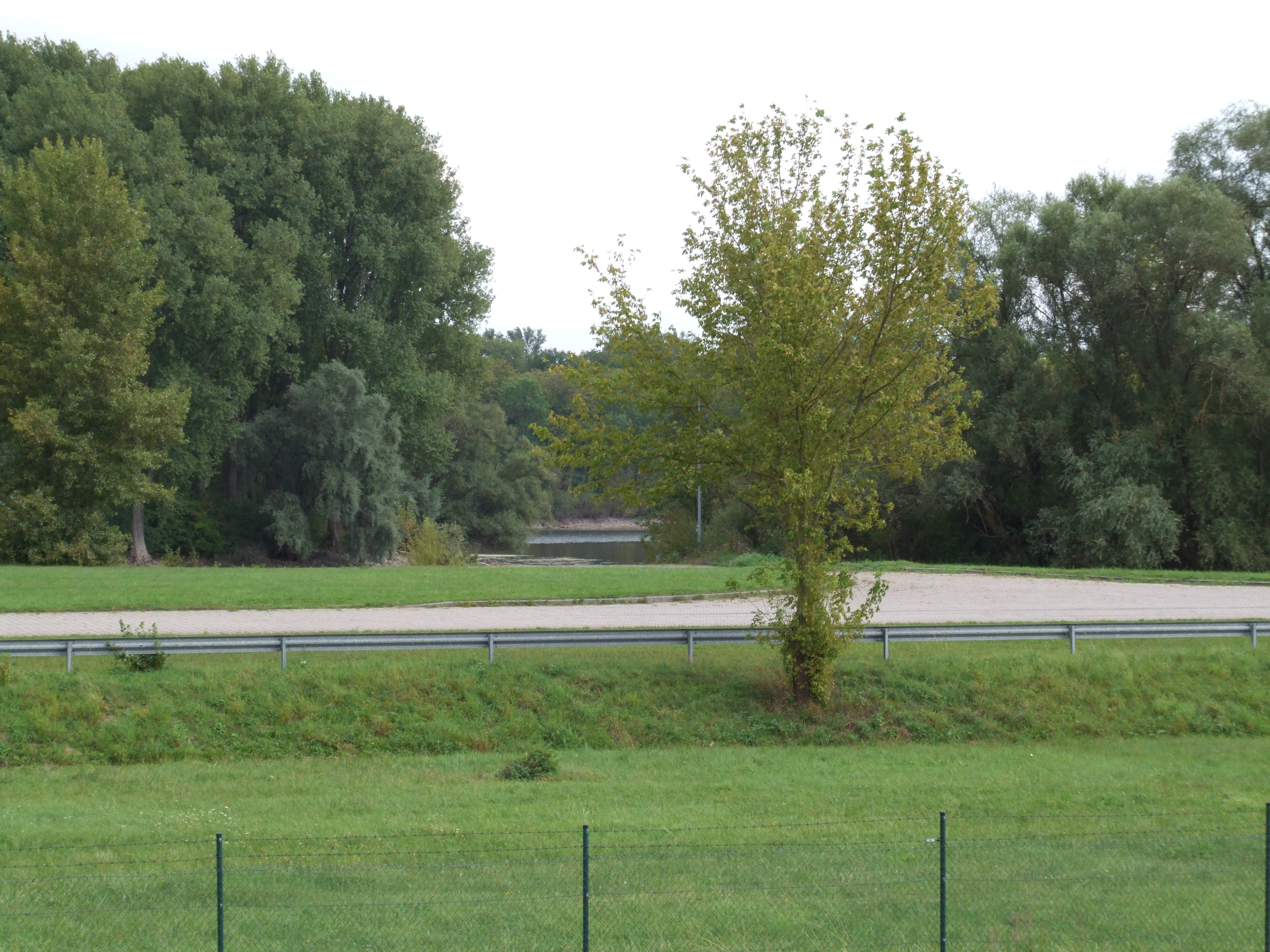
Wasserplatz Reffenthal des Spezialpionierbataillons 464, früher Quartier Riberpray, Blick auf den Angelhofer Altrhein

Der Angelhofer Altrhein ist ein Altarm auf der linken und westlichen Seite des Rheins zwischen Speyer und Otterstadt im deutschen Bundesland Rheinland-Pfalz. Der Mäander war vor der Rheinbegradigung nach Plänen von Johann Gottfried Tulla der Hauptverlauf des Rheins und wurde erst durch den Angelhofer Durchschnitt zum Altarm (vergleiche Karte von 1856/8).

## Name und Entstehung
Der Name des Altrheinarms und der von ihm gebildeten Halbinsel, zwischen Altrheinarm und Rhein mit dem Angelwald, rührt von einem aufgelassenen Bauernhof mit Namen Angelhof her (vergleiche Karte von 1856/8). Später existierten zwei Anwesen, Angelhof I und Angelhof II, direkt am Rheinstrom. Der Angelhof I wurde abgerissen, der Angelhof II wird zeitweise als Lokal genutzt.
Bei der Rheinbegradigung unter Tulla wurde 1826 ein Leitgraben in der Trasse des Angelhofer Durchschnitts angelegt, der sich durch die Schleppkraft des Rheins selbstständig zum vollen Flussbett aufweiten sollte. Beim Angelhofer Durchschnitt dauerte es bis 1876, bis der Talweg im neuen Flusslauf verlief. Bei anderen Durchschnitten verlagerte sich der Flusslauf schneller, so bei den flussabwärts folgenden Durchschnitten von Otterstadt (1833–1845) und Ketsch (1833–1839). Die badische Großherzogliche Direktion des Wasser- und Straßenbaus gab 1862 an, dass das relativ geringe Gefälle sowie eine mächtige Tonschicht die Verlagerung des Flusslaufes verhindere, so dass der Durchschnitt ausgegraben werde.
1876 gehörte der südöstliche Teil der damaligen Insel mit dem Angelhof noch zur badischen Gemeinde Hockenheim. Die Flächen wurden überwiegend als Wiesen genutzt; an der Südspitze der Insel lag eine Ziegelei.

## Lage und Beschreibung
Der Altarm liegt nördlich der Bundesautobahn 61 an der Stelle, an der sie mittels der Rheinbrücke Speyer den Rhein überquert. Während das südliche Ende dieses Rheinbogens vom Rhein durch eine Landaufschüttung abgetrennt wurde, ist der Angelhofer Altrhein an seinem nördlichen Ende bei Rheinkilometer 406,2 mit dem Rheinhauptstrom verbunden.
Das Gebiet am Westufer des Angelhofer Altrheins wird als Im Reffenthal oder kürzer Reffenthal  bezeichnet. Ab und zu wird daher auch die Fehlbezeichnung Reffenthaler Altrhein für den Altrheinarm verwendet. Durch die Bogenform des Angelhofer Altrheins wird dieser Streifen schmaler und auf den Auwald folgt der Wasserübungsplatz Reffenthal, der zum Spezialpionierbataillon 464 gehörte. Früher gehörte der südliche Teil der Pionieranlage der französischen Armee und trug die Bezeichnung „Quartier Riberpray“, der nördliche Teil gehörte zu den deutschen Pionieren.
Im Südosten der Insel liegen zwei kleine miteinander verbundene Seen, an denen früher Campingplätze lagen. Diese wurden geräumt. Im Norden wurde durch Kiesbaggerei ein See vom Rheinarm in die Insel gefräst, der den Altrheinarm erweitert. Ebenfalls durch Kiesbaggerei wurde der Nordwesten des Angelhofer Altrheins ausgeweitet. Dort befinden sich Liegeflächen für Jachten. Im Westen wird das Gebiet vom Rheinhauptdeich begrenzt, auf dem zunächst die Kreisstraße 2 in Nord-Süd-Richtung zwischen Speyer und Otterstadt verläuft. Von der A 61 aus gesehen findet sich auf dem Gelände zwischen Rhein und Rheinhauptdeich östlich ein Stück Auwald, westlich eine große Stromtalwiese. Das Gebiet westlich des Rheinhauptdeiches und südlich der K 2 bis zum Hochgestade ist Teil der Rheinniederung und heißt Binsfeld. Sein Zentrum ist eine Gruppe von 8 Baggerseen.
Am nördlichen Ende der Kasernenanlage verlässt die Kreisstraße 2 den Rheinhauptdeich und schwenkt nach Westen Richtung Otterstadt, wobei sie einen sanften Bogen beschreibt. Dieser Bogen entspricht dort dem früheren Verlauf des verlandeten früheren Altrheinarms Speyerlache. Nördlich der Kasernenanlage befindet sich eine öffentliche Slipanlage, mittels derer Boote zu Wasser gelassen werden können. Die Anlage reicht für Acht-Meter-Boote.
Noch weiter nördlich folgt der Campingplatz Reffenthal mit 12 ha Landfläche und dann im Nordostteil das Yachtclubgebiet, im Nordwesten schließlich Auwald. Der Campingplatz Reffenthal entstand durch wildes Campen auf dem Gelände der Erlus-Werke Speyer. Diese Camper gründeten 1971 den Verein Campingfreunde Reffenthal, der auch fünf Steeganlagen betreibt. Der erste Jachtclub wurde 1965 auf Gelände der Speyerer Ziegelwerke vom 1. MBC Speyer errichtet. Das Clubhaus, die „Rheinschnook“, ist ein 1911 erbautes 13-Tonner-Holzschiff. Je einen weiteren Steg betreiben der Segel-Club Speyer, die Segler-Vereinigung Mannheim e.V. und der Yacht-Club Otterstadt im Angelwald e.V.
Die zulässige Geschwindigkeit für Sportboote beträgt maximal 5 km/h. Sog und Wellenschlag gilt es zu verhindern, um andere Wassersportler und den Uferbereich zu schützen.
Zum Schutz des Uferbereichs und der Tierwelt ist ein Mindestabstand zum Ufer von 20 Metern einzuhalten. Das Ankern ist zwischen Sonnenauf- und Sonnenuntergang gestattet.
Das Übernachten ist lediglich in einem der vier Yachtclubs erlaubt. Im hinteren Teil befindet sich ein Wasserübungsplatz der Bundeswehr. Dieser Teil wird bei Übungen der Bundeswehr (BW) gesperrt und durch hochgezogene Wahrschauer an der Durchfahrt kenntlich gemacht. In der Durchfahrt, angrenzend an das BW-Gelände befindet sich eine öffentliche Slipstelle.

Die Wassertiefe in der Einfahrt beträgt durchschnittlich 2–3 m, auf den großen Wasserflächen meist 10–15 m, an einzelnen Stellen auch tiefer.

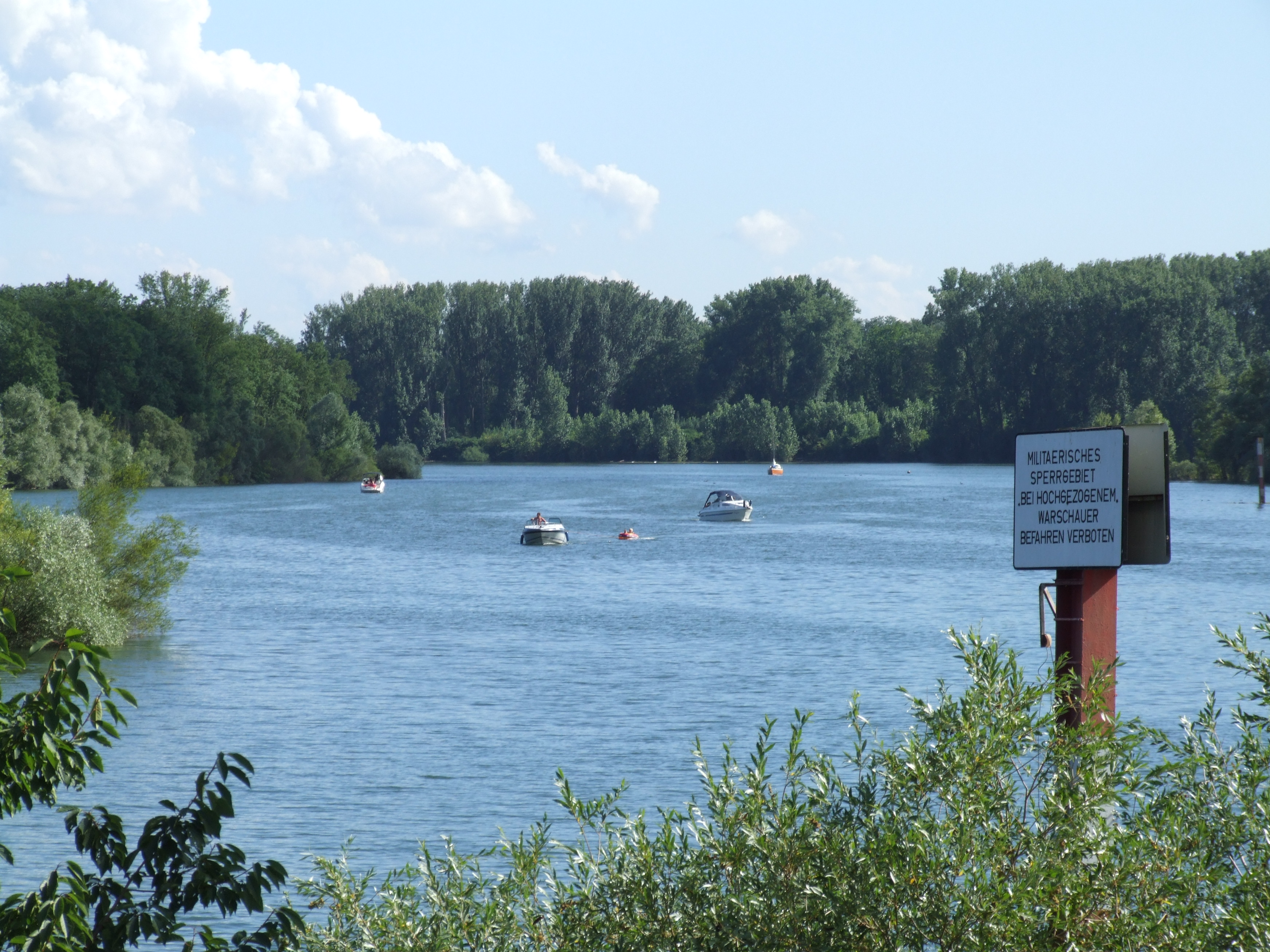
Blick nach Süden auf den mittleren Bereich des Altrheinarmes und die Wassergrenze des militärischen Sperrbereiches.
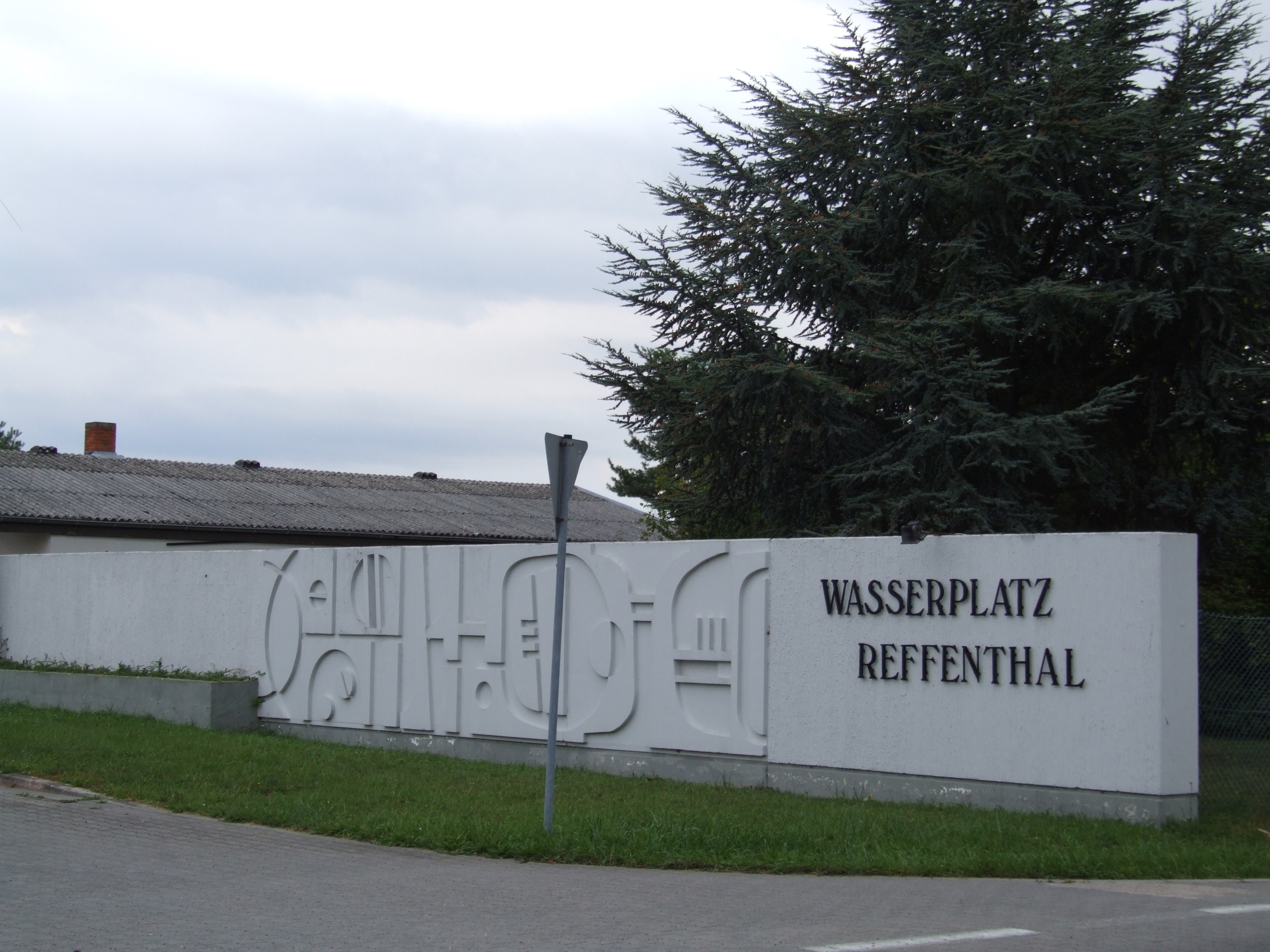
Wasserübungsplatz Reffenthal, früher Quartier Riberpray
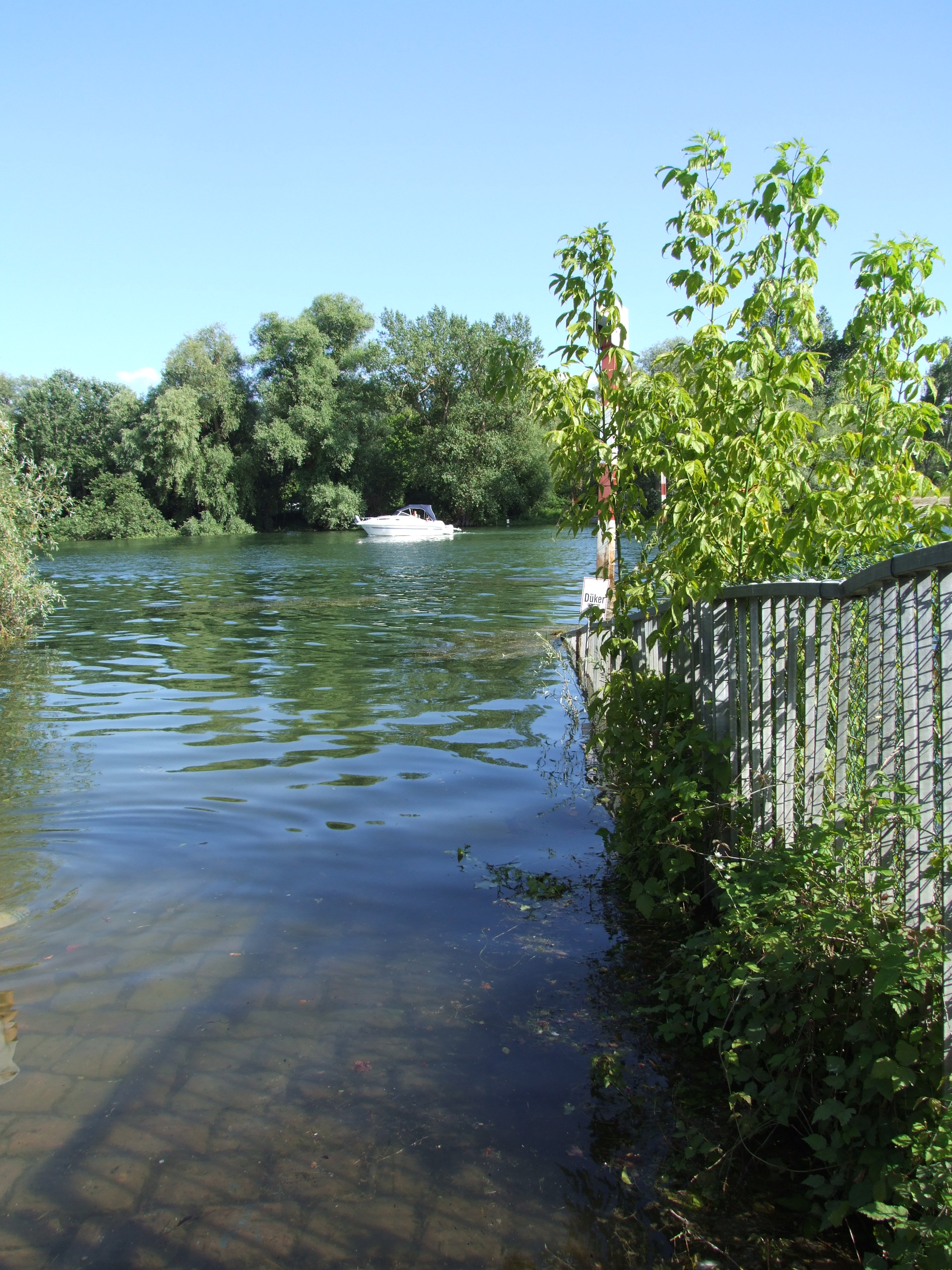
Blick von der Slipanlage auf den Angelwald gegenüber.
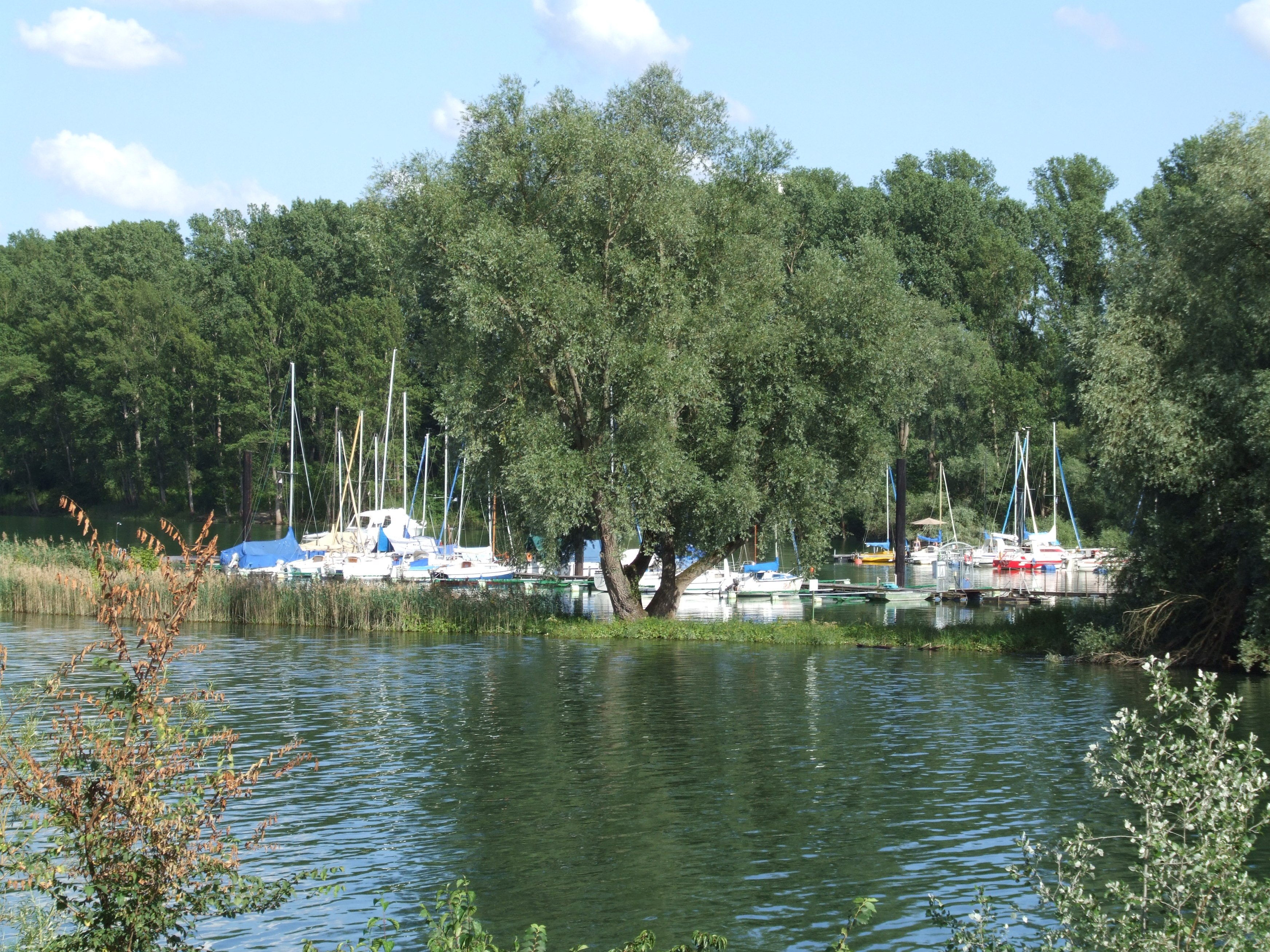
Blick auf den südlichen Anfang des Schilfgürtels
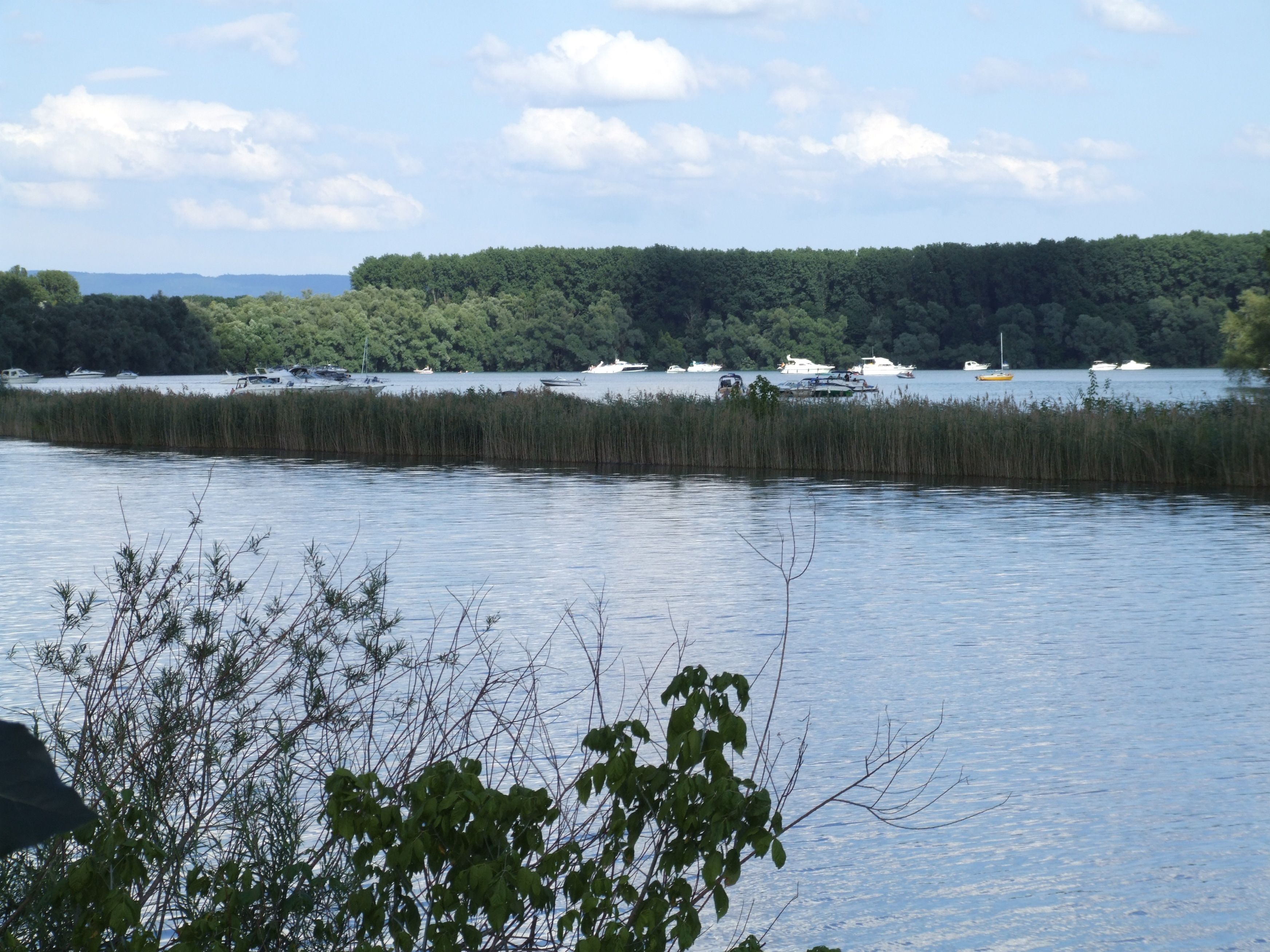
mittlerer Bereich des Schilfgürtels
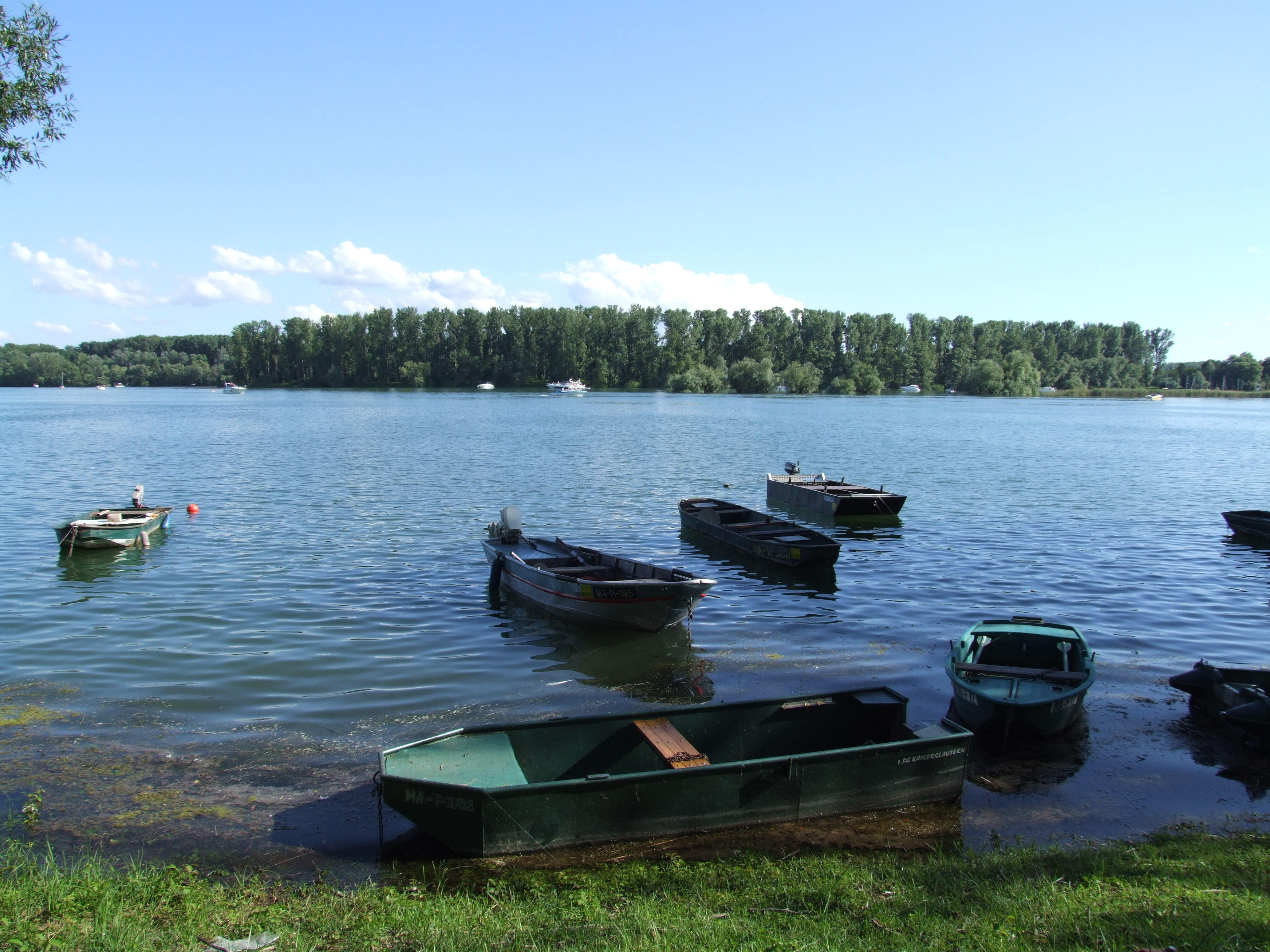
im nördlichen Bereich des Altrheins; Blick nach Osten auf den Angelwald
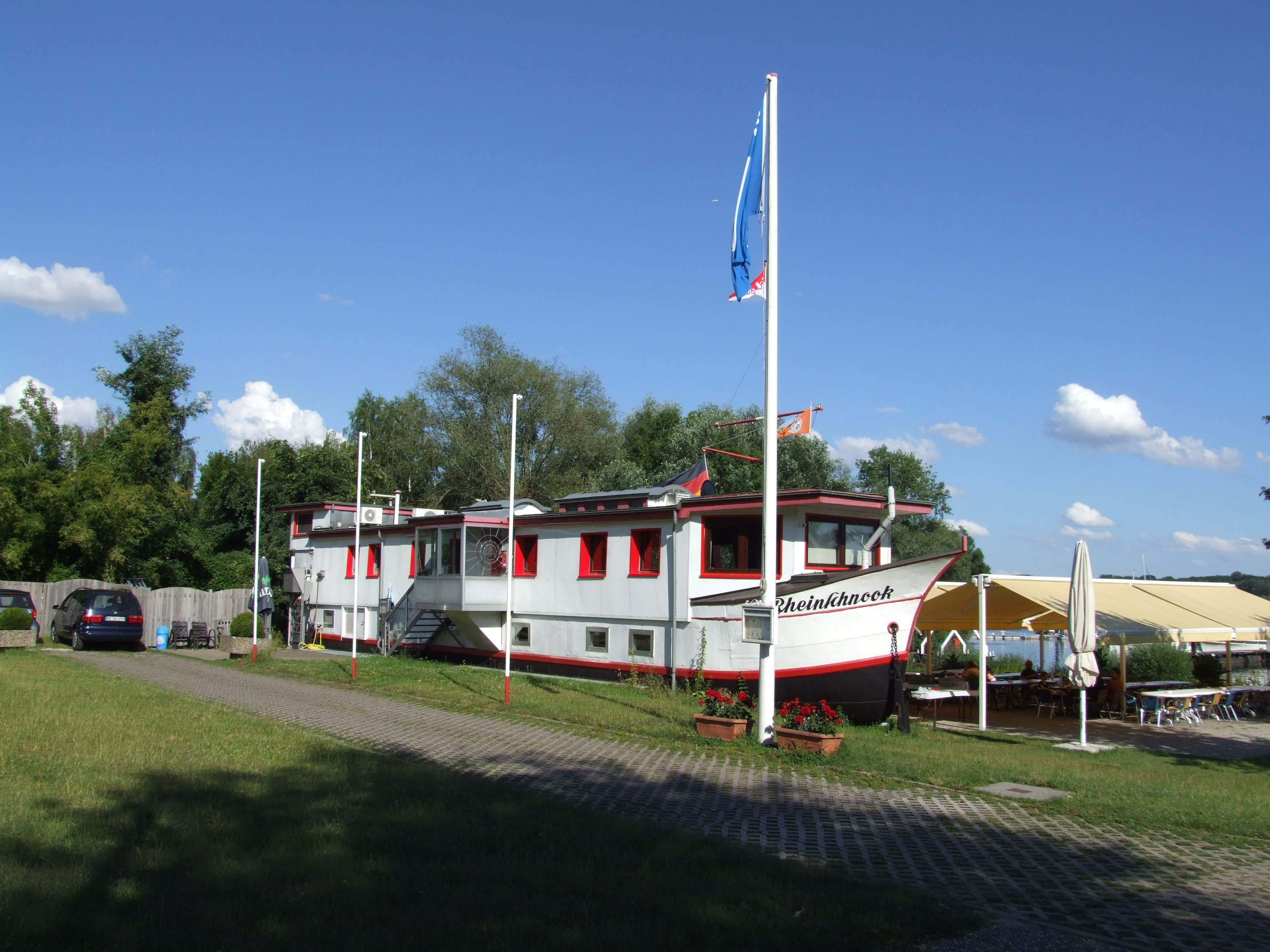
im  Nordwestbereich des Bogens: die Rheinschnook, das Clubhaus des 1. MBC Speyer
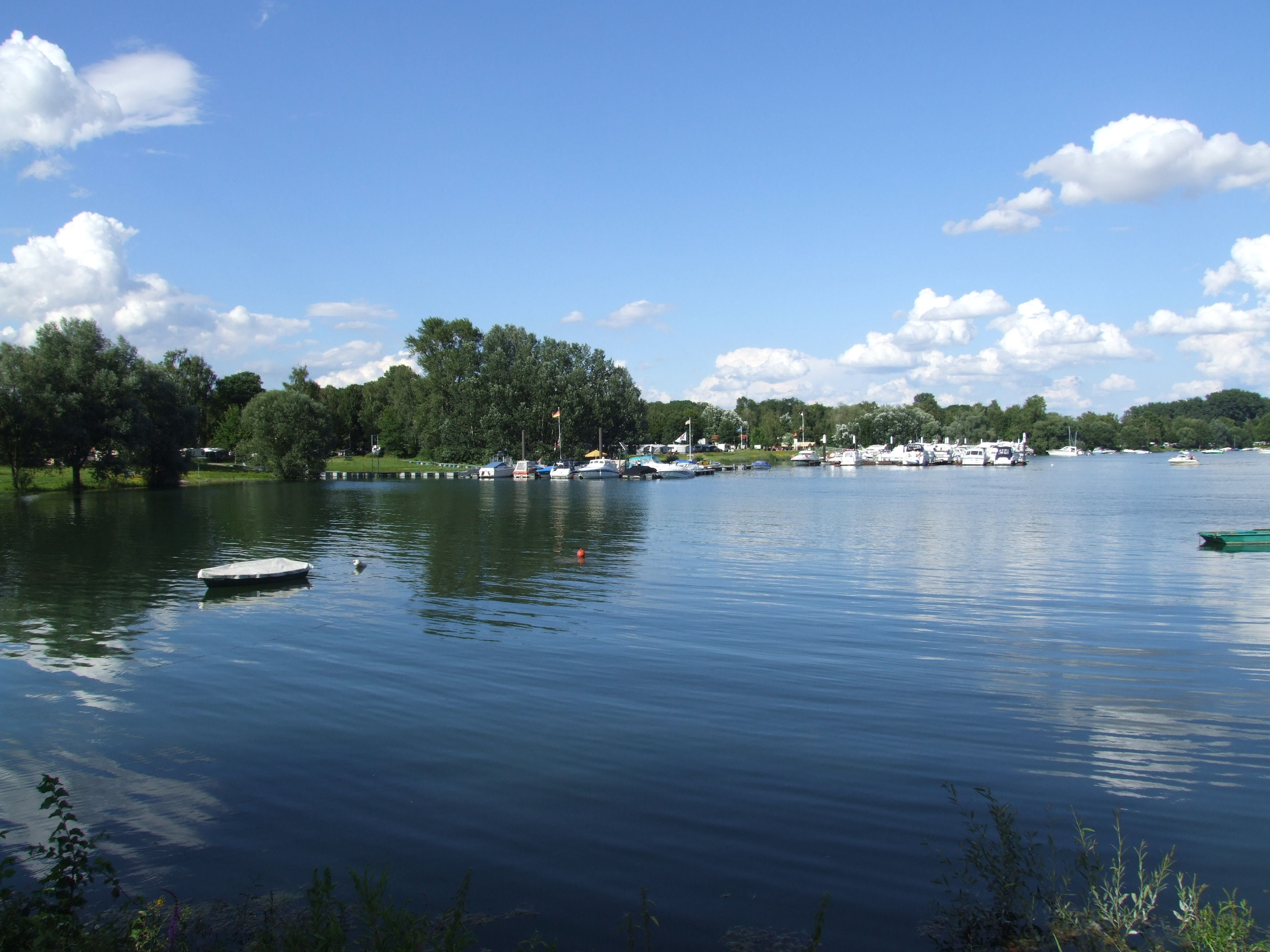
Die Bootsanleger im Norden
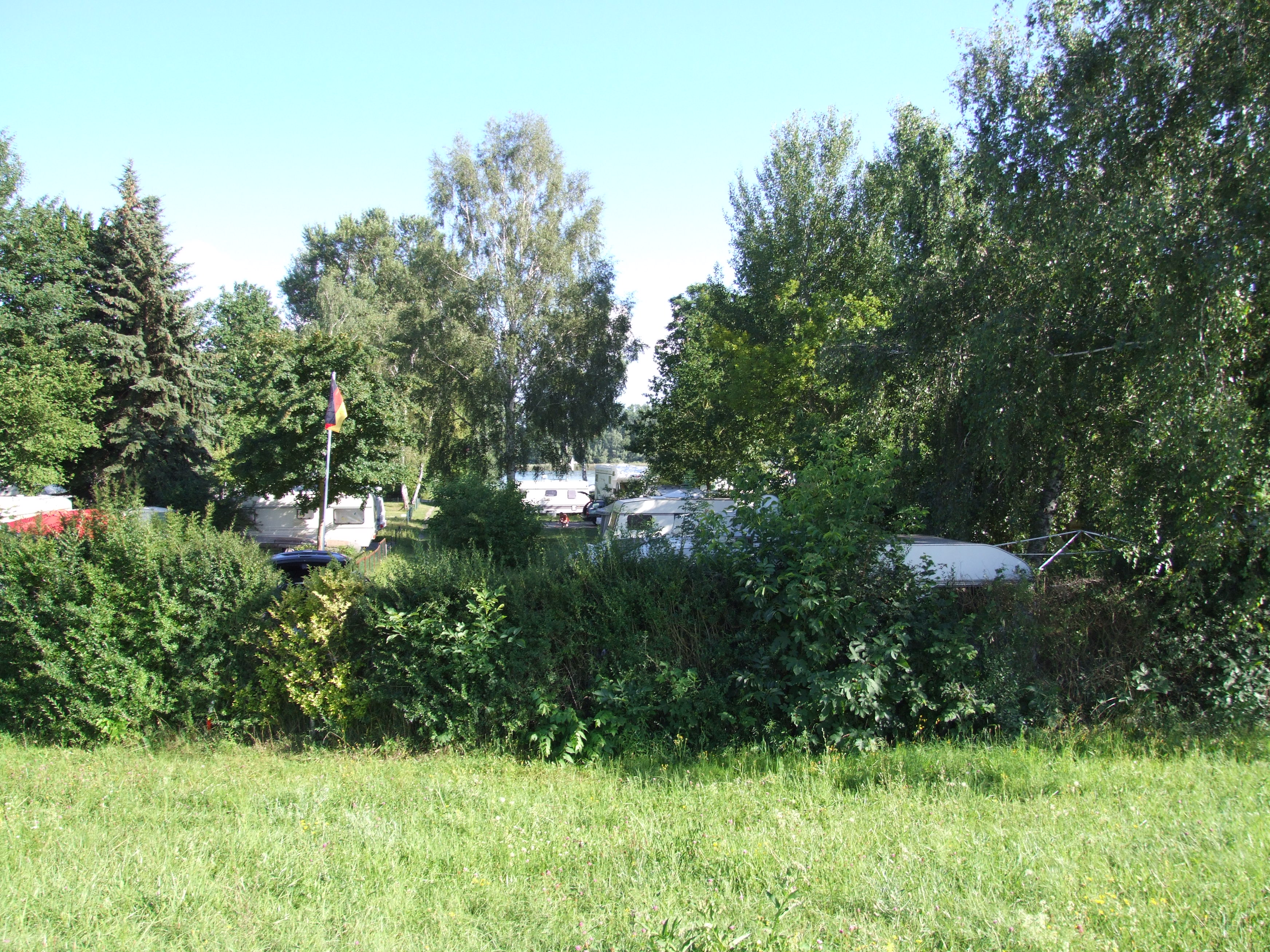
Blick vom Rheindamm auf die Campingwagen
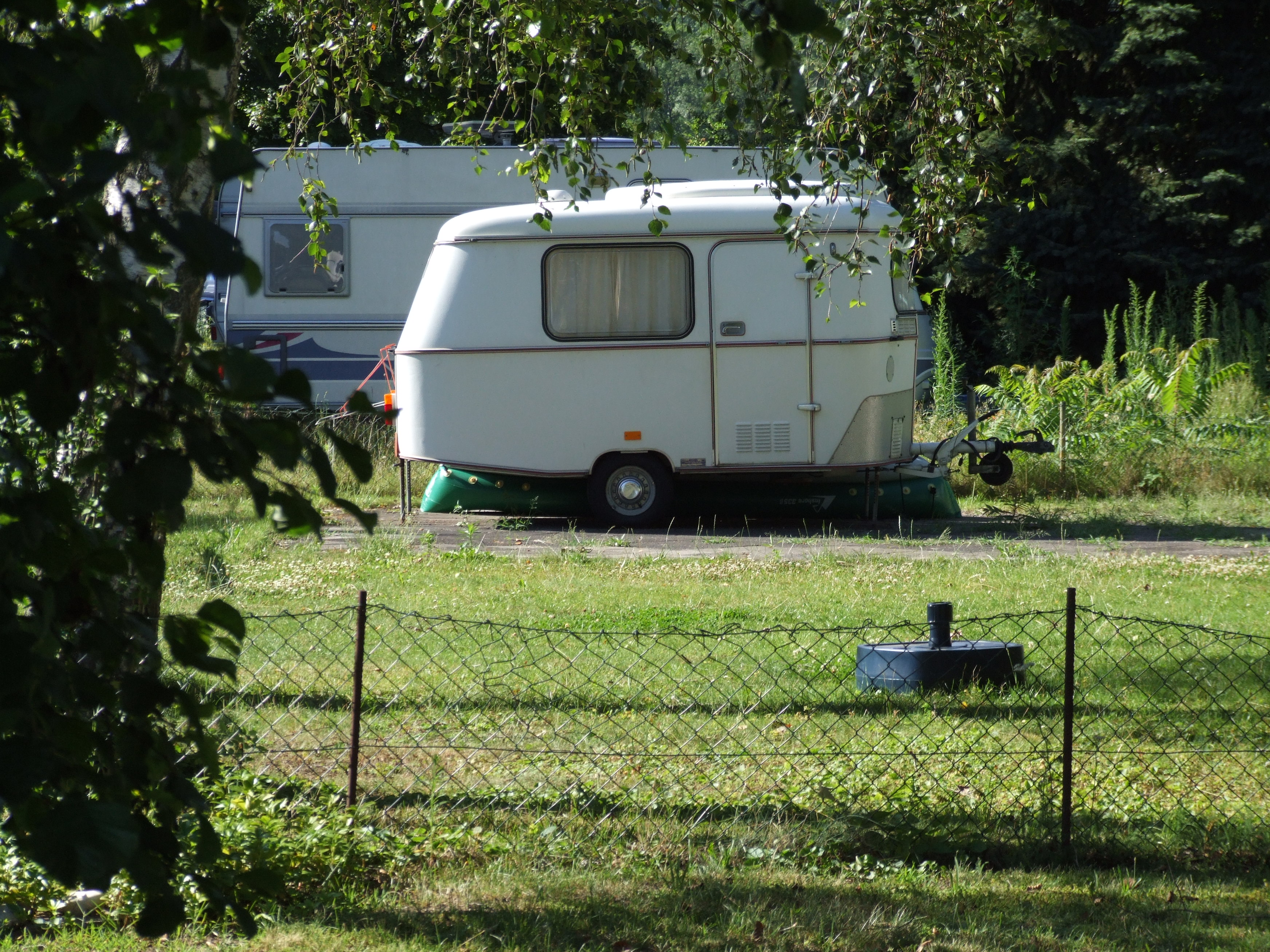
alter kleiner Wohnwagen
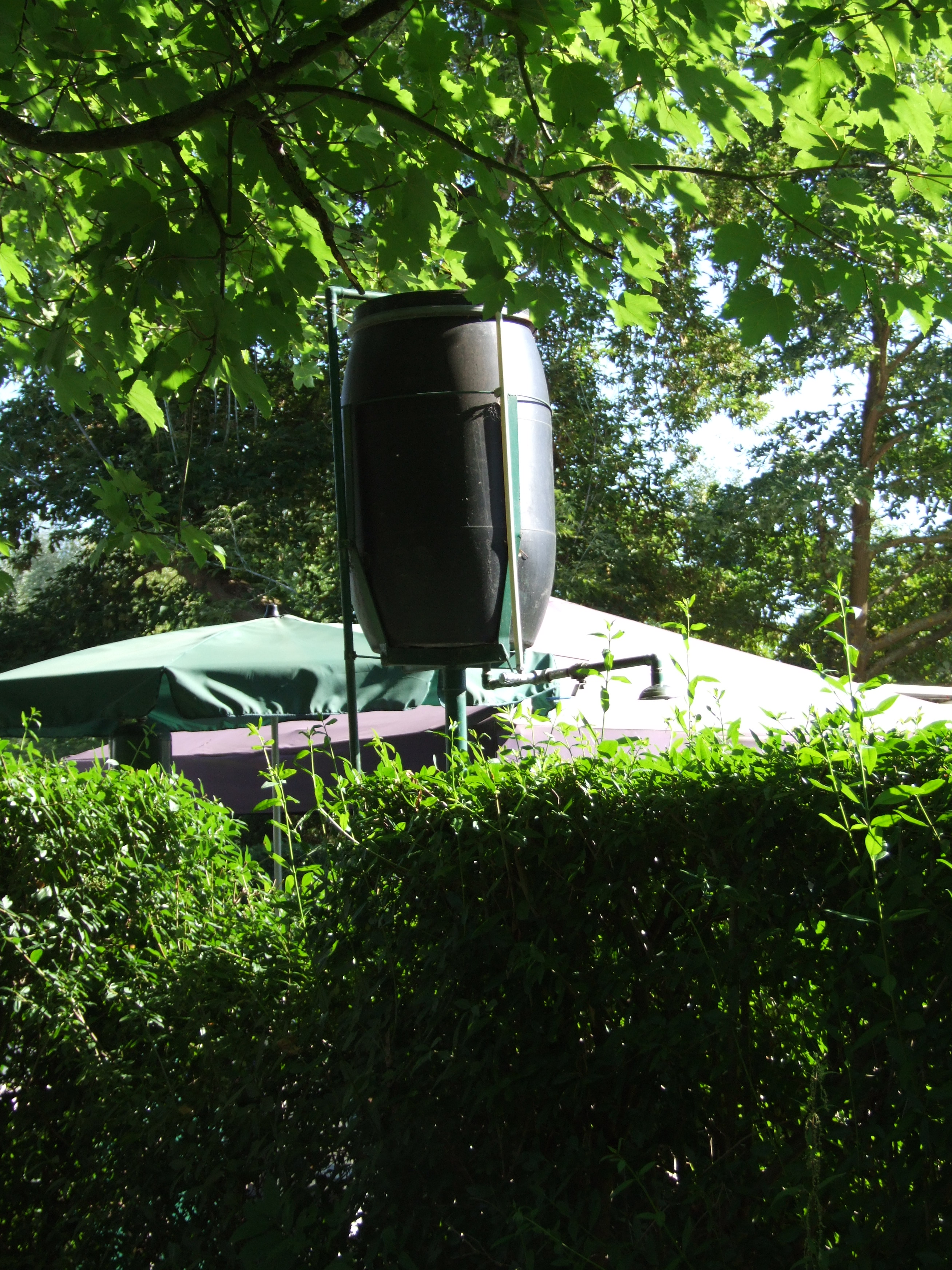
Solarfass zum Duschen
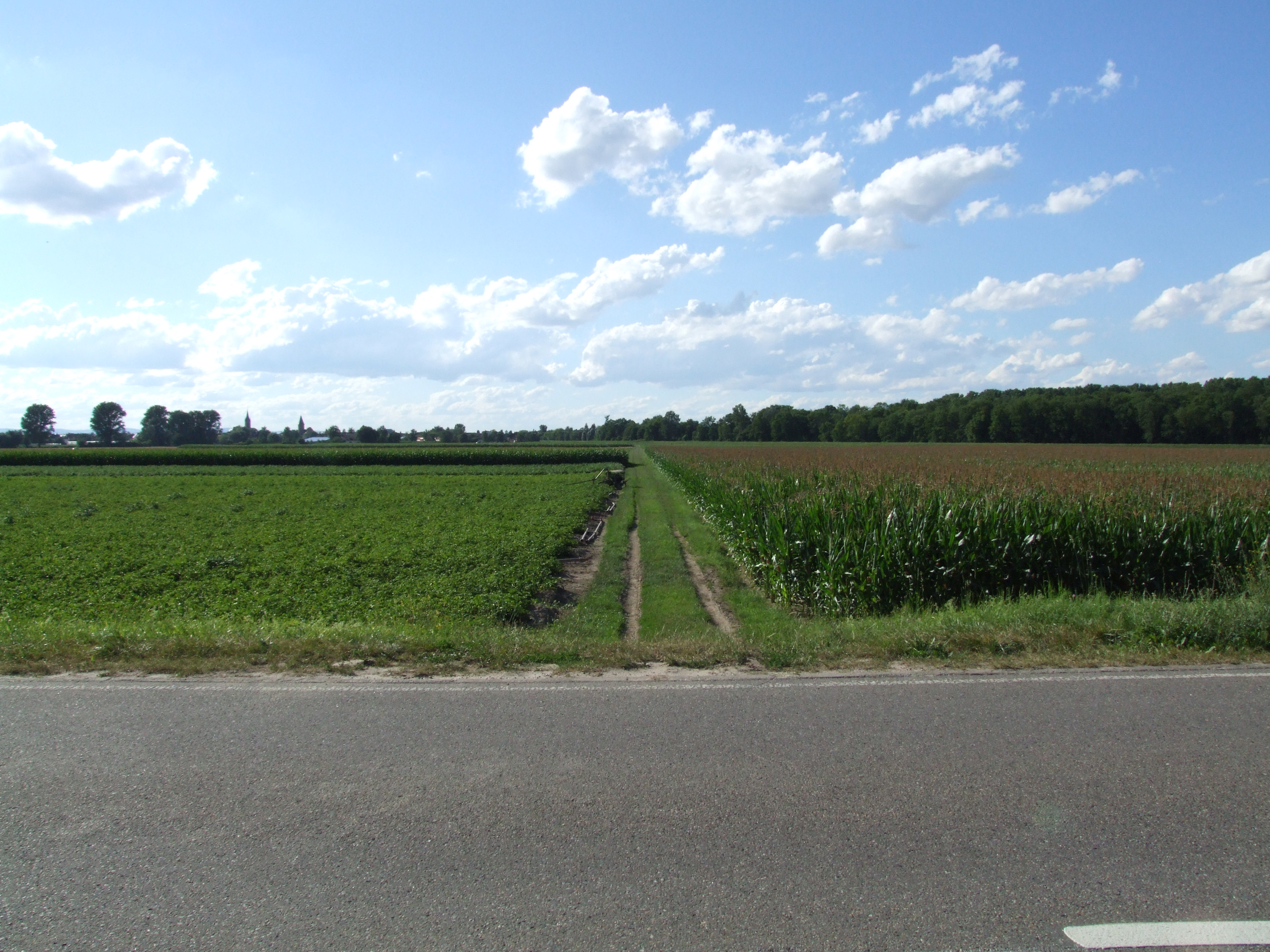
Blick vom Rheindamm, der das Gebiet abschließt, Richtung Otterstadt

## Natur

### Vogelschutzgebiet
Das Gebiet ist Teil des EU-Vogelschutzgebietes 6616-401 „Otterstadter- und Angelhofer Altrhein inklusive Binsfeld“. Es finden sich Brutvorkommen von Schwarzmilan, Eisvogel und Mittelspecht sowie Nebenvorkommen von Blaukehlchen, Grauspecht und Schwarzspecht. Als Rastvögel kommen vor Tauchenten, Taucher, Kormoran, Blässgans, Graugans, Waldsaatgans, Weißwangengans und Möwen.

### Fauna-Flora-Habitat
Der Angelhofer Altrhein ist außerdem Teil des Schutzgebietes nach NATURA 2000: FFH-Gebiet 6616-304"Rheinniederung Speyer-Ludwigshafen".
Im Gewässer finden die geschützten Fischarten Flussneunauge, Meerneunauge, Lachs, Steinbeißer, Maifisch und Bitterling sowie die Muschelart Gemeine Flussmuschel. An seltenen Insekten finden sich die Käfer Heldbock und Hirschkäfer sowie die Schmetterlinge Schwarzblauer Moorbläuling und Spanische Flagge. Es finden sich folgende seltene und schützenswerte Habitate im Gebiet:
- Code 3150 Eutrophe Stillgewässer: in der seeartigen Erweiterung des Angelhofer Altrheins im Nordosten
- Code 3270 Schlammige Flussufer: vorgelagert vor den Weichholzauen der Inseln und im erweiterten Teil des nordöstlichen Angelhofer Altrheins
- Code 91E0 Weichholzauenwald: Nordufer nahe Mündung, Inseln, Halbinseln, Ost- und Nordostufer nördlich des Angelwaldes, im Südteil uferbegleitend, oft nur bandförmig
- Code 91F0 Eichen-Ulmen-Eschen-Auenwäder am Ufer großer Flüsse: Großflächig mit Altbaumbeständen nordwestlich der Mündung des Altrheins in den Rhein, kleinflächig im Angelwald und auf der Insel im Südteil.[15]